# Processus clinoideus anterior

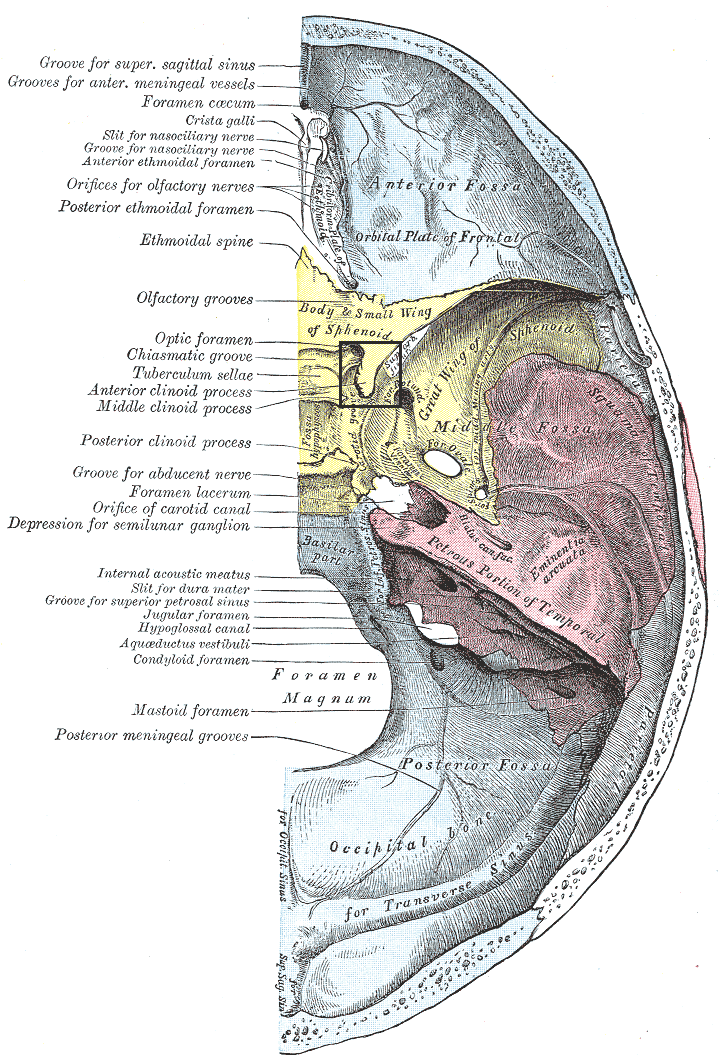
A koponya alsó része felülről (a fekete négyzet jelöli a nyúlványt)

A processus clinoideus anterior (ez egy nyúlvány), ami az ékcsont (os spheniodale) belső részét alkotja. A tentorium cerebelli számára biztosít rögzülési pontot. Néha összeforr a processus clinoideus medius-szal, akkor előfordulhat, hogy az Artéria carotis internának a mélyedése átalakul egy lyukká (carotico-clinoid).